# 沈豐英

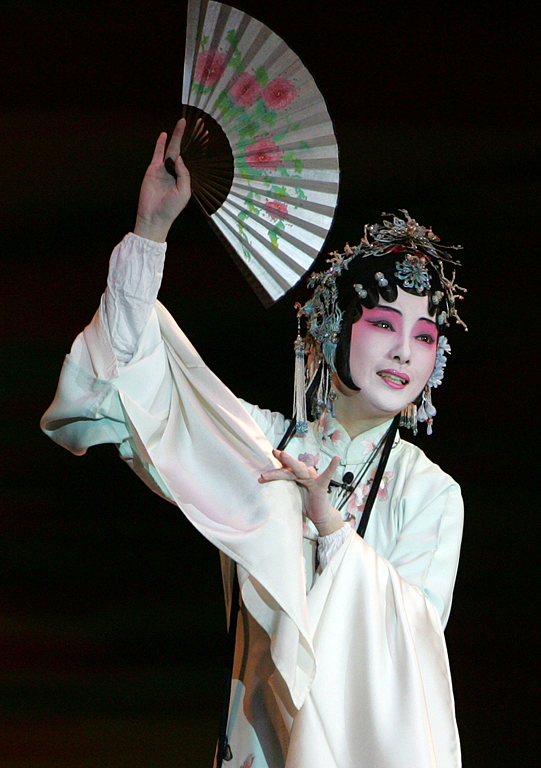

沈豐英（1979年—），江苏省苏州昆剧院國家一級演員，工五旦。

## 生平
沈豐英是苏州吴县人，1994年，16岁时进入苏州市评弹学校昆曲班学习昆曲，1998年毕业后进入苏州昆剧院，成为专业昆曲演员。曾就读于上海戏剧学院，获艺术硕士学位。师从张继青、华文漪、汪世瑜，获第23届梅花奖。

## 傳統劇目
- 《青春版牡丹亭》 [1]
- 《西廂記》
- 《玉簪記》
- 《长生殿》
- 《朱买臣休妻》
- 《说亲回话》
- 《活捉》
- 《写状》
- 蘇劇《狀元與乞丐》
- 新編崑曲《十五貫》

## 榮譽
- 2000年，榮獲了中國首屆崑劇藝術節表演獎。
- 2007年，獲得第23屆中國戲劇梅花獎項殊榮。
- 2007年，榮獲"全國崑曲優秀青年演員展演"十佳演員獎。
- 2007年，第五屆江蘇省戲劇節優秀表演獎。 [1]

## 外部連結
- 明報周刊（繁體中文）